# العدوى: المرحلة الثانية
العدوى: المرحلة الثانية (بالإنجليزية: Contracted: Phase II)‏ هو فيلم رعب أمريكي لعام 2015 من إخراج جوش فوربس وبطولة ناجارا تاونسند.

## روابط خارجية
- العدوى: المرحلة الثانية على موقع IMDb (الإنجليزية)
- العدوى: المرحلة الثانية على موقع ميتاكريتيك (الإنجليزية)
- العدوى: المرحلة الثانية على موقع روتن توميتوز (الإنجليزية)
- العدوى: المرحلة الثانية على موقع نتفليكس (الإنجليزية)
- العدوى: المرحلة الثانية على موقع ألو سيني (الفرنسية)
- العدوى: المرحلة الثانية على موقع Turner Classic Movies (الإنجليزية)
- العدوى: المرحلة الثانية على موقع أول موفي (الإنجليزية)
- العدوى: المرحلة الثانية على موقع فيلمافينيتي (الإسبانية)
- العدوى: المرحلة الثانية على موقع قاعدة بيانات الفيلم (الإنجليزية)
- العدوى: المرحلة الثانية على موقع ليتربوكسد (الإنجليزية)